# Ефаг C
Ефаг C (нем. Őffag C) једномоторни су двокрилни авиони које је у току Првог светског рата пројектовала и производила аустријска фирма Oesterreichische Flugzeugfabrik AG из Wiener Neustadt-а па су према скраћеном називу Őffag ови авиони добили име. Авиони ове серије су били извиђачи а носили су ознаку C.I и C.II. Након Првог светског рата коришћени су у Војном ваздухопловству Краљевине Срба Хрвата и Словенаца.
Укупно је произведено авиона типа C.I, 24 примерака и авиона типа C.II, 64 примерака.

## Пројектовање и развој
Фирма Őffag је пројектовала авион по угледу на авионе Албатрос и Ханса Браденбург класе С, двокрилац са два члана посаде (пилот и извиђач) и снагом мотора 110 kW (150 KS). Авион је добио ознаку Eфаг C.I (Őffag C.I) и полетео први пут јула месеца 1915. године. Иако авион није испунио све захтеве за војну употребу пуштена је у производњу серија од 24 авиона. Авион је био ненаоружан и служио је као извиђач све до краја 1916. године када је преведен у школски авион и служио је за обуку и тренажу пилота.
Одмах након тестирања прототипа прешло се на побољшање авиона како у аеродинамичком погледу тако и у снази мотора. Тај авион је добио ознаку Eфаг C.II (Őffag C.II), и имао је мотор од 118 kW (160 KS) и полетео је почетком 1916. године врло брзо је и овај мотор замењен још снажнијим мотором снаге 136 kW (185 KS). До краја 1916. године испоручено је укупно 63 авиона овог типа. Они су служили као извиђачи до краја 1917. године када су преведени у авионе за обуку пилота.

## Технички опис
Авиони Ефаг серије C су двокрили двоседи, једномоторни авиони потпуно дрвене конструкције.
Труп му је правоугаоног попречног пресека, решеткасте дрвене конструкције. Предњи део, у коме је био смештен мотор је био обложен алуминијумским лимом, на коме су се налазили отвори за излазак топлог ваздуха из моторског простора, а остали део трупа је био облепљен платном. Носач мотора је био од дрвета појачан челичним цевима и челичном конструкцијом. У трупу авиона су се налазиле две кабине у тандем распореду (једна иза друге) у првој се налазио пилот а другој извиђач.
Авион је био опремљен течношћу хлађеним линијским мотором, Аустро-Даимлер АD.6 снаге 150 (Ефаг C.I), док је авион Ефаг C.II имао моторе АD.6 снаге 160 или 185 KS. У Мостару су 1923. године у два авиона Ефаг C.II након истека ресурса моторима АD.6 уграђени снажнији мотори Хиро 200 KS. Хладњак за воду се налазио изнад горњег крила. На вратилу мотора је била причвршћена двокрака, вучна, дрвена елиса, непроменљивог корака.
Крила су била дрвене конструкције пресвучена импрегнираним платном релативно танког профила. Крилца за управљање авионом су се налазила само на горњим крилима. Крила су између себе била повезана са четири пара паралелних упорница. Затезачи су били од клавирске челичне жице. Код авиона Ефаг C.I крила су била закошена, док су код авиона Ефаг C.II оба крила имала правоугаони облик са полукружним завршетком, с тим што је доње крило било нешто краће од горњег. Предња ивица крила је била под правим углом у односу на осу авиона. Доње и горње крило су се поклапала по својим осама. Конструкције репних крила и вертикални стабилизатор као и кормило правца су била направљена од дрвета пресвучена платном.
Стајни орган је био класичан фиксан са осовином, а на репном делу се налазила еластична дрвена дрљача.

## Техничке карактеристике
| Карактеристике               | Ефаг C.I       | Ефаг C.II             |  |
| ---------------------------- | -------------- | --------------------- |  |
| Врста авиона                 | извиђач        | извиђач               |  |
| Година                       | 1915           | 1916                  |  |
| 6-цилиндрични линијски мотор | Austro-Daimler | Austro-Daimler/Hiero  |  |
| Снага                        | 150 KS         | 160 и 185 KS / 200 KS |  |
| Размах крила                 | 14,58/13,90 m  | 12,70/11,82 m         |  |
| Дужина                       | 8,60 m         | 8,60 m                |  |
| Висина                       | 3,27 m         | 3,27 m                |  |
| Површина крила               | 54,00 m²       | 38,00 m²              |  |
| Маса празног авиона          | 860 kg         | 900 kg                |  |
| Полетна маса                 | 1,350 kg       | 1.205 kg              |  |
| Највећа брзина               | 130 km/h       | 140 km/h              |  |
| Време пењања на 1.000 m      | 7 Min 0 Sek    | 6 Min 19 Sek          |  |
| Време пењања на 3.000 m      |                |                       |  |
| Време пењања на 5.000 m      |                |                       |  |
| Плафон                       | 4.500 m        | 3.200 m               |  |
| Радијус                      | 700 km         | 400 km                |  |
| Наоружање                    |                | 1 MG                  |  |
| Посада                       | 2              | 2                     |  |
| Трајање лета                 | 5 h 30 min     | 4 h 0 min             |  |

## Коришћење авиона Ефаг C у Краљевини Југославији
Као ратни плен после распада Аустроугарске монархије Војно ваздухопловство Краљевине СХС је дошло у посед осам авиона типа Ефаг C.I. и три авиона Ефаг C.II. Ови авиони су коришћени до половине двадесетих година двадесетог века. Сиромашно Војно ваздухопловство Краљевине СХС/Југославије у том периоду је користило све авионе који су могли да лете без обзира на њихову застарелост. Према подацима којима се сада располаже ови авиони су у ВВ КСХС коришћени у пилотској школи Другог ваздухопловног пука у Мостару. Авион Ефаг C.I је у нашем ваздухопловству био познат под називом Ефаг-Дајмлер 150 или "мали Ефаг " док је авион Ефаг C.II имао назив "велики Ефаг" или Ефаг-Дајмлер 160 или Ефаг-Дајмлер 185 у зависности од тога којим је мотором био опремљен.  

## Земље које су користиле овај авион
| - Аустроугарска - Пољска (после рата) - Чехословачка (после рата) - Краљевина Југославија (посла рата) |